# Supermen contre Amazones
Pour plus de détails, voir Fiche technique et Distribution.
Supermen contre Amazones (Superuomini, superdonne, superbotte) est un film d'aventure comique italo-hispano-hongkongais sorti en 1975, réalisé par Alfonso Brescia sous le pseudonyme d'Al Bradley.

## Synopsis
Une tribu d'Amazones ravage les villages voisins de leur territoire. Mais à l'occasion d'une de ces razzias, elles sont confrontées à un super-héros masqué, qui les met en fuite : c'est le Dharma le Sage, un être millénaire que les villageois considèrent comme un dieu. 
Dharma est en fait un imposteur, qui vit aux dépens des villageois grâce à des trucages. C'est son disciple Aru, qui croit que Dharma est divin, qui a fait fuir les Amazones en empruntant son costume. Il demande à être brûlé par la « Flamme de l'Immortalité ». Dharma lui avoue qu'il n'y rien de tel mais que le secret de l'immortalité réside dans une sagesse que l'on se transmet de maître à disciple depuis quatre siècles.
Lors d'une incursion des Amazones, Dharma est mortellement blessé et demande à Aru de se rendre à la ville du Lac d'Argent. Là, il rencontrera des hommes extraordinaires comme lui : Molosse, un africain à la force extraordinaire, et Chu, l'oriental à l'agilité extrême.
À eux trois, ils vont arrêter les Amazones, malgré les interventions d'une bande de voleurs se faisant appeler « les Tigres de la Mort ».

## Fiche technique
- Titre français : Supermen contre Amazones
- Titre original italien : Superuomini, superdonne, superbotte
- Réalisation : Alfonso Brescia (sous le pseudo d'Al Bradley)
- Scénario : Alfonso Brescia, Aldo Crudo
- Genre : film d'aventure, comédie
- Musique : Franco Micalizzi
- Production : Ovidio G. Assonitis, Giorgio Carlo Rossi pour A Erre Cinematografica, Shaw Brothers
- Photographie : Fausto Rossi
- Format d'image : 1,66 : 1
- Montage : Liliana Serra
- Durée : 95 minutes
- Effets spéciaux : Sergio Chiusi
- Décors : Mimmo Scavia
- Costumes : Mimmo Scavia
- Pays de production :  Italie,  Espagne,  Hong Kong
- Langue originale : italien
- Date de sortie :
  - Italie : 1975
  - France : 6 août 1975[1]

## Distribution
- Aldo Canti (sous le pseudo de Nick Jordan) : Aru / Dharma II
- Mark Hannibal : Molosse (Moog en VO)
- Hua Yueh : Chu (Chung en VO)
- Malisa Longo : Mila
- Lynne Moody : Maëra (Mina en VO)
- Karen Yeh : May May Wong
- Aldo Bufi Landi : Dharma I
- Magda Konopka : Akela, Reine des Amazones
- Kirsten Gille : Deghira, Prophète des Amazones (Beghira en VO)
- Riccardo Pizzuti : Froidure, Chef des Tigres de la Mort (Philones en VO)
- Giacomo Rizzo : Canicule, bras-droit de Froidure (Canicula en VO)
- Genie Woods : une Amazone
- Almut Berg : une Amazone
- Rita Botti : une Amazone
- Luigi Ciavarro
- Alba Maiolini
- Rosato Canti
- Jean-Pierre Clarain
- Omero Capanna
- Gudrun Gundelach
- Patrizia Cianfanelli
- Sybilla Barbara Hubner
- Domenico Cianfriglia
- Rocco Lerro
- Paolo Magalotti
- Giovanni Cianfriglia
- Nadia Russeau